# Jon Rhattigan
Jon Rhattigan (Naperville, 2 febbraio 1999) è un giocatore di football americano statunitense che milita nel ruolo di outside linebacker per i Carolina Panthers della National Football League (NFL).

## Carriera

### Seattle Seahawks
Rhattigan firmò con i Seattle Seahawks il 13 maggio 2021 dopo non essere stato scelto nel Draft. Fu svincolato il 31 agosto 2021 ma rifirmò con la squadra di allenamento il giorno successivo. Fu promosso nel roster attivo prima della prima gara della stagione e in seguito firmò ufficialmente per il roster attivo. Fu inserito in lista infortunati il 1º gennaio 2022. La sua stagione da rookie si concluse con 14 presenze, nessuna delle quali come titolare, con 10 tackle e un fumble recuperato.
Rhattigan fu inserito in lista infortunati il 24 agosto 2022 prima dell'inizio della nuova stagione. Tornò nel roster attivo il 10 dieci dicembre e chiuse l'annata con 4 presenze.

### Carolina Panthers
Il 28 agosto 2024 Rhattigan firmò con i Carolina Panthers.